# Gian Corrado Gross
 (juin 2024).
Pour les articles homonymes, voir Gross.
Gian Corrado Gianni Gross né le 11 février 1942 à Berlin en Allemagne et décédé le 30 juin 2016 à Padoue en Italie. était un nageur de brasse italien.
Il a participé aux Jeux olympiques d'été de 1964 au relais 200 m brasse et 4 × 100 m quatre nages et a atteint la finale du relais. Il a remporté une médaille d'or au 100 m aux Jeux méditerranéens de 1967.